# Abner Reid McClelan
Abner Reid McClelan (1831-1917) est un homme politique canadien, lieutenant-gouverneur du Nouveau-Brunswick.

## Biographie
Abner Reid McClelan naît le 4 janvier 1831 à Hopewell.
Il suit des études à l'université Mount Allison et commence sa carrière politique en étant élu député à l'Assemblée législative du Nouveau-Brunswick en 1854, fonction qu'il occupera jusqu'à la naissance de la Confédération en 1867.
Il est alors nommé sénateur par proclamation royale le 23 octobre 1867, poste qu'il gardera jusqu'à sa démission le 9 décembre 1896.
Il est ensuite nommé lieutenant-gouverneur du Nouveau-Brunswick le même jour et le reste jusqu'au 21 janvier 1902.
Il meurt le 30 janvier 1917.